# Lösnicher Försterlay
Die Lösnicher Försterlay ist eine Weinlage in der Ortsgemeinde Lösnich im Anbaugebiet Mosel, Bereich Bernkastel.

## Weinlage
Die 13 Hektar große Weinlage liegt in südsüdwestlicher Ausrichtung und befindet sich in einer Höhe von 110 – 260 m ü.NN mit einer Neigung von 10 – 60 %. Der Boden besteht aus verwittertem Tonschiefer.
Die Försterlay ist eine Große Lage des Verbands deutscher Prädikatsweingüter (VDP) und grenzt an die Weinlagen Erdener Treppchen und Kinheimer Hubertuslay.